# 卡蒂尼亚诺
卡蒂尼亚诺（義大利語：Catignano），是意大利佩斯卡拉省的一个市镇。总面积17平方公里，人口1497人，人口密度88.1人/平方公里（2009年）。ISTAT代码为068010。